# Byňov (Homole u Panny)
Byňov je malá vesnice, část obce Homole u Panny v okrese Ústí nad Labem. Nachází se asi 2,5 km na severozápad od Homole u Panny. V roce 2009 zde bylo evidováno 36 adres. V roce 2001 zde trvale žilo 23 obyvatel.
Byňov leží v katastrálním území Suletice o výměře 3,62 km².

## Historie
Nejstarší písemná zmínka pochází z roku 1404.

## Obyvatelstvo
|                                                                         | 1869 | 1880 | 1890 | 1900 | 1910 | 1921 | 1930 | 1950 | 1961 | 1970 | 1980 | 1991 | 2001 | 2011 |
| ----------------------------------------------------------------------- | ---- | ---- | ---- | ---- | ---- | ---- | ---- | ---- | ---- | ---- | ---- | ---- | ---- | ---- |
| Obyvatelé                                                               | 70   | 76   | 79   | 52   | 64   | 74   | 66   | 31   | 32   | 26   | 26   | 9    | 23   | 28   |
| Domy                                                                    | 12   | 13   | 13   | 13   | 12   | 13   | 11   | 8    | .    | 6    | 6    | 4    | 14   | 15   |
| Počet domů z roku 1961 je zahrnut v celkovém počtu domů části Suletice. |      |      |      |      |      |      |      |      |      |      |      |      |      |      |